# Carmel Myers

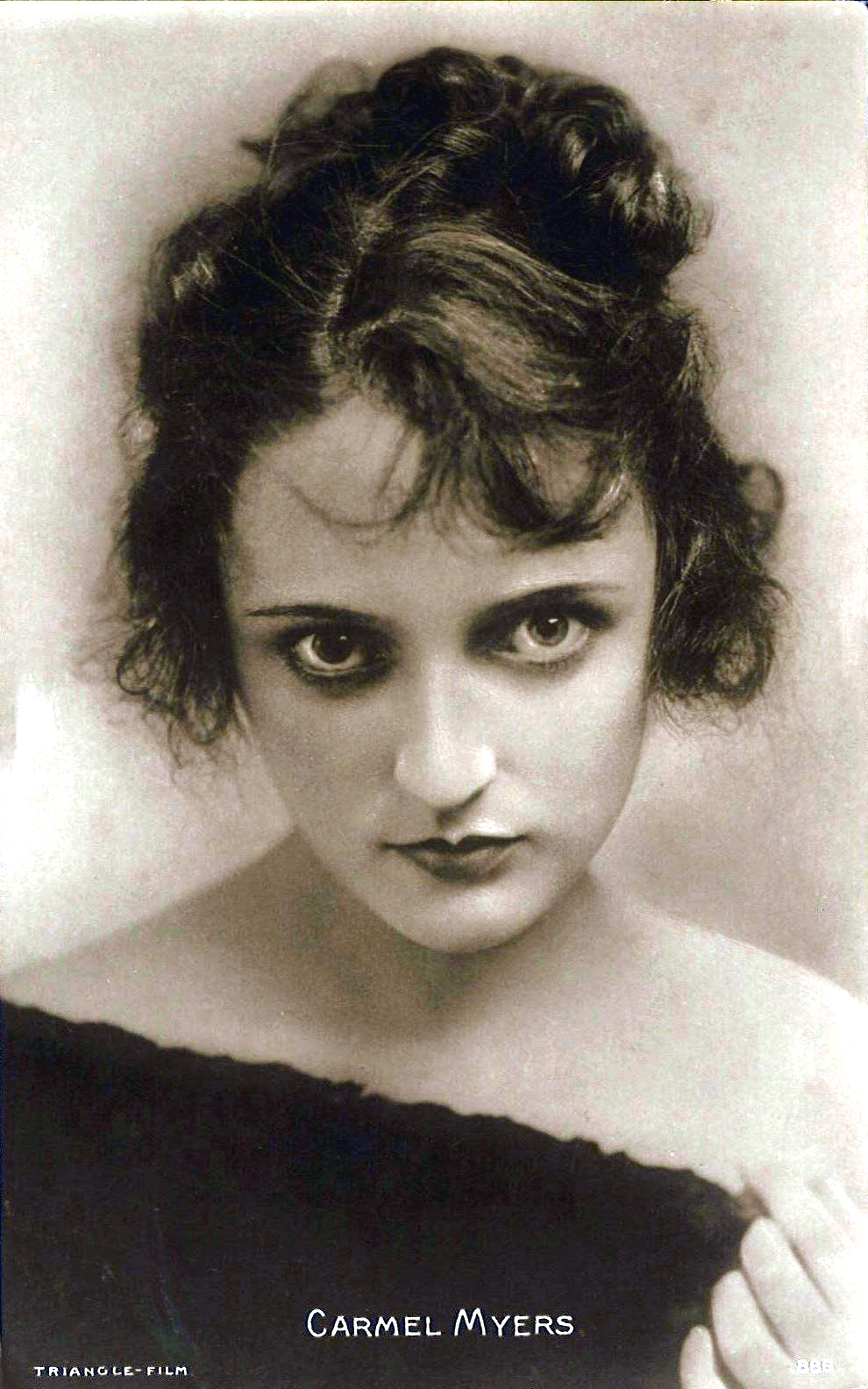
Carmel Myers (um 1917)

Carmel Myers (* 9. April 1899 in San Francisco, Kalifornien; † 9. November 1980 in Los Angeles, Kalifornien) war eine US-amerikanische Schauspielerin, die den Höhepunkt ihrer Popularität während der Stummfilmära erreichte.

## Leben und Karriere

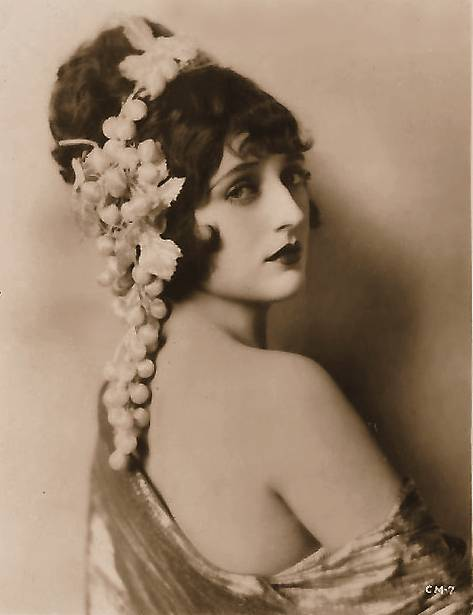
Myers, ca. 1920

Myers, die Tochter eines Rabbiners, stieg Mitte der 1910er-Jahre in das Filmgeschäft ein. Ihre Eltern stammten ursprünglich aus Wien. Ihr Vater war religiöser Berater bei der Entstehung von David Wark Griffiths Filmepos Intoleranz. Bei der Gelegenheit wurde Griffith auf sie aufmerksam und nahm Myers unter Vertrag, was ihrer Karriere einen ersten Schub verlieh. Sie wechselte danach zu Universal Studios. In den Anfängen ihrer Karriere war Myers häufig im Rollenfach des Vamps eingesetzt.

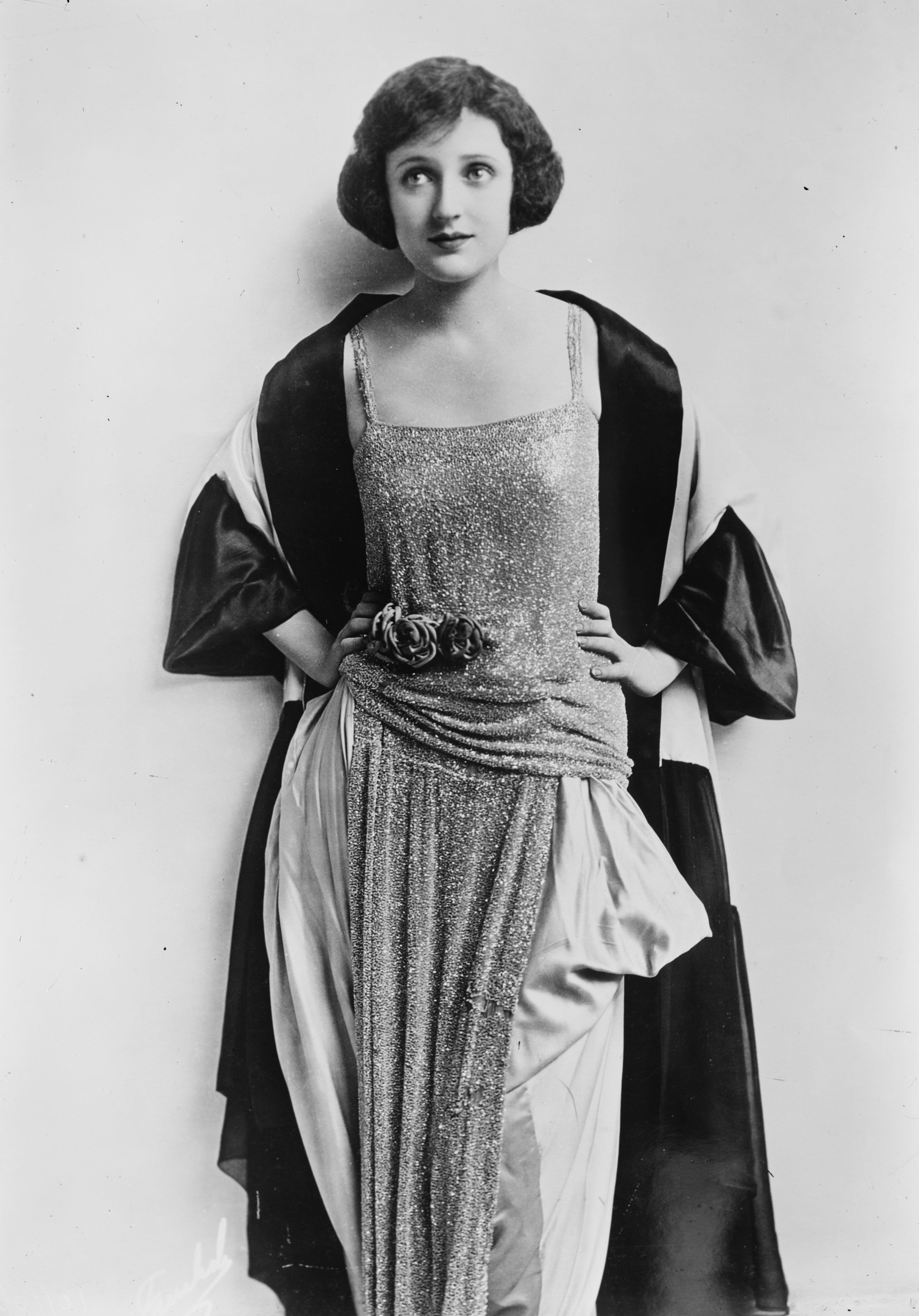
Myers, ca. 1922

Später schaffte sie es in den Rang einer populären Leading Lady von Douglas Fairbanks senior, Ramón Novarro und Rudolph Valentino und spielte dabei auch positiv angelegte Rollen. Eine ihrer heute noch bekanntesten Rollen spielte sie, abermals im Rollenfach des Vamps, als ägyptische Verführerin Iras in dem Monumentalfilm Ben Hur aus dem Jahr 1925. Im Jahr 1924 reiste sie nach Europa, drehte in Berlin den Film Garragan und besuchte in Wien ihre dort lebende Mutter. Anschließend reiste sie für die Dreharbeiten von Ben Hur nach Italien. Während ihres insgesamt fast einjährigen Aufenthaltes in Europa lernte sie F. Scott und dessen Ehefrau Zelda Fitzgerald kennen. F. Scott Fitzgerald widmete ihr zwei Gedichte. Gegen Ende der Dekade war Myers zweimal an der Seite von Joan Crawford eingesetzt: Four Walls, der Myers 1927 in Abkehr von ihrem Image als unattraktive platonische Freundin des Helden, gespielt von John Gilbert, zeigte. Ein Jahr später war die Schauspielerin in Ein Traum von Liebe zu sehen.
Myers gelang im Gegensatz zu anderen Stummfilmstars der Sprung in den Tonfilm vergleichsweise gut. Nach den beiden Auftritten neben John Barrymore 1931 in The Mad Genius und Svengali zog sich Myers, die inzwischen Mutter geworden war, weitgehend aus dem Filmgeschäft zurück. Sie kam in späteren Jahren aber noch zu sporadischen Film- und Fernsehauftritten, zuletzt im Jahr 1976 in einer kleinen Rolle als Journalistin in dem mit den Cameo-Auftritten vieler altgedienter Hollywood-Schauspieler bespickten Film Won Ton Ton – der Hund, der Hollywood rettete.
Daneben war Myers auch zeitweise Fernsehmoderatorin und Händlerin von französischem Parfüm. In den 1950er-Jahren war sie Gastgeberin einer frühen Fernseh-Talkshow namens The Carmel Myers Show, die sie aus ihrem Appartement an der Park Avenue sendete. 1952 erschien auch ein Buch von ihr mit dem Titel Don’t Think About It, in dem sie den Tod ihres Ehemannes verarbeitete. Einen Tag vor ihrem eigenen Tod stellte sie im Kaufhaus I. Magnin in San Francisco noch ihre neue Parfümlinie vor.
Myers war eine Cousine der Fotografin Ruth Harriet Louise und des Regisseurs Mark Sandrich, die beide ebenfalls in Hollywood tätig waren. Sie war dreimal verheiratet:
von 1919 bis zur Scheidung 1923 mit dem Anwalt Isidore Kornblum, von 1929 bis zu dessen Tod 1950 mit dem Anwalt Ralph H. Blum und von 1951 bis zu dessen Tod 1974 mit dem Paramount-Pictures-Manager Alfred W. Schwalberg. Mit Ralph H. Blum hatte sie einen Sohn, den späteren Schriftsteller Ralph Blum, und zwei Adoptivtöchter namens Susan und Mary. Im Gegensatz zu vielen ihrer Filmrollen wurde Myers privat als mitfühlender Mensch beschrieben: Auf einen gleichgültigen Kommentar ihrer Freundin Mary Pickford über die Situation der Juden in Deutschland etwa erwiderte sie, bevor man jüdisch oder nichtjüdisch sei, sei man vor allem ein Mensch. Dieser Satz brachte Pickford ins Nachdenken, woraufhin sie bis an ihr Lebensende regelmäßig jüdische Einrichtungen unterstützte.
Myers starb 1980 im Alter von 81 Jahren an einem Herzinfarkt. Für ihr filmisches Schaffen erinnert ein Stern auf dem Hollywood Walk of Fame in der Kategorie Film an sie.

## Trivia
Anfang 1932 wurde Carmel Myers das Opfer eines Raubüberfalls. Als ihr damaliger Mann, der Anwalt Ralph H. Blum, nicht zu Hause war, „drangen zwei maskierte Männer in die Wohnung der Künstlerin ein, zwangen sie und ihre Kammerzofe mit vorgehaltenen Revolvern und unter derben Mißhandlungen aufzustehen, rissen der Künstlerin ihr Perlenhalsband und ihre kostbaren Ringe vom Leibe und erbrachen ihr Safe, aus dem sie Juwelen im Werte von 20.000 Dollar raubten“.

## Filmografie (Auswahl)
- 1915: Georgia Pearce
- 1916: Intoleranz (Intolerance)
- 1917: A Love Sublime
- 1917: A Daughter of the Poor
- 1918: A Society Sensation
- 1918: The Dream Lady
- 1918: All Night
- 1920: The Gilded Dream
- 1921: Cheated Love
- 1921: The Kiss
- 1921: Breaking Through
- 1923: The Dancer of the Nile
- 1924: Poisoned Paradise
- 1924: Die Liebesaffären des Beau Brummel (Beau Brummel)
- 1924: Garragan (deutscher Stummfilm, in Berlin unter der Regie von Ludwig Wolff gedreht)[1][11][12]
- 1924: Ralphs nächtliche Abenteuer (Broadway After Dark)
- 1924: Babbitt
- 1925: Ben Hur
- 1926: Des Teufels Zirkus (The Devil’s Circus)
- 1926: Brand im Osten (Tell It to the Marines)
- 1927: Nur nicht locker lassen (The Demi-Bride)
- 1927: The Understanding Heart
- 1927: Sumuru (The Girl From Rio)
- 1927: Hauptmann Sorrell und sein Sohn (Sorrell and Son)
- 1927: Das Mädel von Rio (The Girl from Rio)[13]
- 1928: Die Dame hinterm Vorhang (A Certain Young Man)
- 1928: Four Walls
- 1928: Ein Traum von Liebe (Dream of Love)
- 1929: The Careless Age
- 1929: The Show of Shows
- 1929: Das rote Schwert (The Red Sword)[14]
- 1931: The Lion and the Lamb
- 1931: Svengali
- 1931: Pleasure
- 1931: The Mad Genius
- 1932: No Living Witness
- 1934: The Countess of Monte Cristo
- 1942: Lady for a Night
- 1944: Der Ring der Verschworenen (The Conspirators)
- 1946: Whistle Stop
- 1951: The Carmel Myers Show (Fernsehserie)
- 1975: Die Zwei von der Tankstelle (Chico and the Man, Fernsehserie, Folge 2x10)
- 1976: Won Ton Ton – der Hund, der Hollywood rettete (Won Ton Ton, the Dog Who Saved Hollywood)